# Азиз-шейх (хан Золотой Орды)
Азиз-шейх (рус. летопис. царь Озиз) — хан Улуса Джучи (Золотой Орды) с сентября 1365 по 1367 год.
Имя Азиз-шейха состоит из арабского слова «азиз», заимствованного ещё древними тюрками в значении «ценный, дорогой», и также арабского слова «шейх», обозначавшего человека почтенного. Здесь оно играет роль именной приставки, которую следует писать с маленькой буквы.

## Биография
О происхождении Азиз-шейха мнения расходятся. Несомненно он был чингизидом. Р. Ю. Почекаев считает его шибанидом, в следующей предполагаемой последовательности Шибан — Сайлыкан — Кутлуг-Тимур — Буралтай — Барык — Тун-ходжа — Азиз-шейх. При этом он называет его наследником другого шибанида — Мюрида. А. П. Григорьев отказывается от определённой оценки, но делает некоторое предположение о его принадлежности к семейству Узбека. Якубовский приводит без оценки слова «Анонима Искандера», что он сын Тимур-Ходжи и внук Орда-Шейха.
Азиз-шейх правил в период напряжённой междоусобной борьбы за власть в Орде. Одним из основных её участников был Мамай, поддерживающий хана Абдуллаха (сам Мамай не был Чингизидом и не мог занять ханский трон). Мамай имел твёрдую опору в западных районах орды. Претенденты, захватившие Сарай, обычно подвергались интенсивным атакам конкурентов и не могли удерживать его долго. В 1361 году хан Мюрид выбил Мамая и Абдуллаха из столицы и закрепился в Поволжье, он сохранил подчинение русских княжеств Орде, выдав ярлык на великое княжение юному московскому князю Дмитрию Ивановичу. Но осенью 1364 года Мюрид был убит в результате заговора, во главе которых стоял его беклярбек Ильяс. В смуте, последовавшей за его гибелью, повторно пытался захватить столицу Пулад, но тут в схватку за престол вступили Азиз-Шейх, и Пулад (Деулиулах)-Ходжа, потомок Тука-Тимура, который захватил трон, но в свою очередь в начале сентября 1365 года был сменен Азиз-шейхом.
В его правление основным его противником был действующий на западе Мамай. Одной из точек конфликта была борьба за влияние на Руси, так как это могло принести существенные денежные доходы, русские могли оказать и военную поддержку. Мамай в это время имел хорошие отношения с московским князем Дмитрием (в будущем Донским). В противовес этому в 1365 году Азиз-шейх посылает к городецкому князю Борису Константиновичу посла Байрам-Ходжу и посла от царицы Асана с ярлыком, в котором ему передавался Нижний Новгород. Однако Мамай и Абдуллах помогают утвердиться в Нижнем Новгороде брату Бориса Дмитрию Константиновичу Суздальскому. Позднее Василий Кирдяпа, сын Дмитрия Константиновича Суздальского, вместе с послом Урус-Манды привёз отцу ярлык на великое княжение, но тот уже имел хорошие отношения с Дмитрием и отказался от великого княжения в пользу московского князя.
Правитель Волжской Булгарии Булат-Тимур, формально подданный Азиз-Шейха, был разгромлен и казнён Азиз-Шейхом после неудачного карательного похода на Русь, закончившегося поражением на реке Пьяне, хотя возможно причиной казни было не только поражение, но стремление к независимости — он в частности чеканил свою монету. Сарайский хан назначил наместником Булгарии своего ставленника Асана (Исана) (возможно тот самый, который был послом от царицы к Борису Городецкому). После этого хан отправил на Русь посла Байрам-Ходжу, через которого потребовал у русских князей признавать свою власть и платить выход ему.
Мамаю удалось организовать заговор против Азиз-Шейха, в 1367 году он был зарезан прямо в постели. Официально причиной убийства объявили установление «скверных обычаев», за которые его порицал влиятельный представитель мусульманского духовенства Сайид-Ата и которые хан пообещал отменить, но не сдержал обещания. Однако очевидно, что за заговорщиками стоял Мамай, так как хан Абдуллах после убийства Азиз-Шейха без сопротивления вступил в Сарай и повторно был провозглашён ханом.